# David MacMillan (chimiste)
Pour les articles homonymes, voir MacMillan.
David William Cross MacMillan, né le 16 mars 1968 à Bellshill, est un chimiste britannique.
Il reçoit le prix Nobel de chimie en 2021 avec Benjamin List pour le développement de l'organocatalyse asymétrique, un nouvel outil de construction des molécules qui a permis de verdir la chimie et d'améliorer la recherche pharmaceutique.

## Visite au Brésil
En avril 2024, David MacMillan était au Brésil pour des événements à l'Université d'État de Rio de Janeiro et à l'Université de São Paulo. À Rio, MacMillan a demandé à visiter le quartier général du général Severiano, de Botafogo, et a été reçu par le conseil d'administration du Club.